# Marc Behrend
Pour les articles homonymes, voir Behrend.
Marc Behrend (né le 11 janvier 1961 à Madison dans le Wisconsin aux États-Unis) est un joueur professionnel de hockey sur glace.

## Carrière

### En club
Behrend commence sa carrière en 1980-1981 et joue dans le championnat NCAA de hockey sur glace pour les Badgers de l'université du Wisconsin. Sous la direction de Bob Johnson, qui l'a fait venir dans l'université, il remporte le titre de champion universitaire en réalisant 30 arrêts lors de la finale remportée 6-3 contre les Golden Gophers du Minnesota le 28 mars 1981. Quelques mois plus tard, il est le 85e choix de repêchage d'entrée de la Ligue nationale de hockey en 1981 par les Jets de Winnipeg. Il ne rejoint par pour autant la franchise de la LNH et continue à la place à jouer dans le championnat universitaire. Il remporte un autre titre de champion NCAA en 1983 en étant élu meilleur joueur du tournoi final.
En 1984, il fait ses débuts avec les Jets mais participe également avec l'équipe américaine aux Jeux olympiques de 1984. Il est alors le gardien numéro un de l'équipe en complément de Bob Mason, barrant par la même occasion la sélection à Tom Barrasso.
Il a joué 39 matchs au cours de sa carrière dans la Ligue nationale de hockey avec les Jets de Winnipeg entre 1986 et 1986 et joue également dans la Ligue américaine de hockey avec les Canadiens de Sherbrooke.
Après avoir mis fin à sa carrière professionnelle en 1987, il retourne habiter dans sa ville natale dans le Wisconsin  et devient alors pompier.

### Sélections internationales
Il représente les États-Unis lors des Jeux olympiques de 1984 où ils terminent à la 7e place.

## Statistiques
| Saison     | Équipe                  | Ligue      |    | Saison régulière | Saison régulière | Saison régulière | Saison régulière | Saison régulière | Saison régulière | Saison régulière | Saison régulière | Saison régulière | Saison régulière |   | Séries éliminatoires | Séries éliminatoires | Séries éliminatoires | Séries éliminatoires | Séries éliminatoires | Séries éliminatoires | Séries éliminatoires | Séries éliminatoires | Séries éliminatoires |
| Saison     | Équipe                  | Ligue      | PJ | V                | D                | Pr/N             | Min              | BC               | Moy              | % Arr            | Bl               | Pun              | PJ               | V | D                    | Min                  | BC                   | Moy                  | % Arr                | Bl                   | Pun                  |                      |                      |
| 1980-1981  | Badgers du Wisconsin    | WCHA       | 16 | 11               | 4                | 1                | 913              | 50               | 3,29             | 90,9             | 0                | 0                | -                | - | -                    | -                    | -                    | -                    | -                    | -                    | -                    |                      |                      |
| 1981-1982  | Badgers du Wisconsin    | WCHA       | 25 | 21               | 3                | 1                | 1 502            | 65               | 2,6              | 90,8             | 2                | 0                | -                | - | -                    | -                    | -                    | -                    | -                    | -                    | -                    |                      |                      |
| 1982-1983  | Badgers du Wisconsin    | WCHA       | 19 | 17               | 1                | 1                | 1 315            | 49               | 2,24             | 92               | 2                | 4                | -                | - | -                    | -                    | -                    | -                    | -                    | -                    | -                    |                      |                      |
| 1983-1984  | Jets de Winnipeg        | LNH        | 6  | 2                | 4                | 0                | 349              | 32               | 5,5              | 82,6             | 0                | 0                | 2                | 0 | 2                    | 118                  | 9                    | 4,56                 | 89,7                 | 0                    | 0                    |                      |                      |
| 1984-1985  | Jets de Winnipeg        | LNH        | 24 | 8                | 10               | 3                | 1 216            | 91               | 4,49             | 86,4             | 1                | 0                | 4                | 1 | 1                    | 177                  | 9                    | 3,05                 | 90,4                 | 0                    | 0                    |                      |                      |
| 1984-1985  | Canadiens de Sherbrooke | LAH        | 7  | 2                | 3                | 2                | 427              | 25               | 3,51             | 89,7             | 0                | 0                | -                | - | -                    | -                    | -                    | -                    | -                    | -                    | -                    |                      |                      |
| 1985-1986  | Jets de Winnipeg        | LNH        | 9  | 2                | 5                | 0                | 421              | 40               | 5,7              | 81,7             | 0                | 0                | 1                | 0 | 0                    | 12                   | 0                    | 0                    | 100                  | 0                    | 0                    |                      |                      |
| 1985-1986  | Canadiens de Sherbrooke | LAH        | 35 | 16               | 5                | 2                | 2 028            | 132              | 3,91             | 87,9             | 1                | 6                | -                | - | -                    | -                    | -                    | -                    | -                    | -                    | -                    |                      |                      |
| 1986-1987  | Canadiens de Sherbrooke | LAH        | 19 | 8                | 5                | 0                | 1 124            | 62               | 3,31             | 89,2             | 0                | 4                | 1                | 0 | 1                    | 59                   | 3                    | 3,05                 |                      | 0                    | 0                    |                      |                      |
| Totaux LNH | Totaux LNH              | Totaux LNH | 39 | 12               | 19               | 3                | 1 987            | 163              | 4,92             | 84,4             | 1                | 0                | 7                | 1 | 3                    | 308                  | 18                   | 3,51                 |                      | 0                    | 0                    |                      |                      |